# Jesse Hunt
Jesse Hunt (Geraldton, California, 30 de julio de 1997) es un baloncestista australiano que pertenece a la plantilla del Rasta Vechta de la BBL alemana. Con 2,02 metros de estatura, juega en la posición de ala-pívot.

## Trayectoria deportiva
Jugó cuatro temporadas en los Eastern Washington Eagles de la Universidad de Washington Oriental, situada en Cheney, Washington.
Tras no ser elegido en el Draft de la NBA de 2019, debutaría como profesional en el Manisa Buyuksehir Belediye de la TBL turca, en el que durante la temporada 2019-20 jugó 20 partidos en los que promedió 9,15 puntos de promedio.
El 26 de junio de 2020 fichó por el Keravnos B.C. de la Primera División de baloncesto de Chipre, en el que juega 7 partidos de la Basketball Champions League en los que promedia 10 puntos por partido.
El 7 de enero de 2021, firma por el Rasta Vechta de la BBL alemana.